# エディー (エンジェルの登場人物)
エディー (Eddie) は、アメリカ合衆国で発売されているコミック『エンジェル』の第28章から併録されているコミック『Eddie and The Crew』に登場する架空の人物。

## 特徴
元来は地獄の住人。頭に2本の角を持ち、人を一瞬にして凍らせる特殊能力を持つ。皮膚の色は青。普段はラテン系の男性の姿をしている。

## 経歴
地獄時代のロサンゼルスからある目的をもってこの世へ移住する。飲食店などを中心に地獄で不正を行った人々を次々と処刑していく。

## 関連する人物
ボブ
エディーのおじ。
クレイン
エディーの雇い主。
ディーヴァー
エディーの客の一人。バンパイアを手下にしている。
チャールズ・ガン
元バンパイア。地獄で行った悪行のためエディーに狙われている。
グウェン・ライデン
放電能力を持つ女。エディーに協力している。

## 登場したエピソード
- A Devil Walks Into The Bar
- Lucky Number 13
- Intermission
- The Risk of Skipping Ahead
- The Getaway